# Щитненский повет
Щитненский повет (пол. Powiat szczycieński) — повет (район) в Польше, входит как административная единица в Варминьско-Мазурское воеводство. Центр повета — город Щитно. Занимает площадь 1933,1 км². Население — 70 570 человек (на 31 декабря 2015 года).

## Административное деление
- города: Щитно, Пасым
- городские гмины: Щитно
- городско-сельские гмины: Гмина Пасым
- сельские гмины: Гмина Дзвежуты, Гмина Едвабно, Гмина Розоги, Гмина Щитно, Гмина Свентайно, Гмина Вельбарк

## Демография
Население повета дано на 31 декабря 2015 года.
| Перепись            | Всего | Мужчины | Женщины |
| ------------------- | ----- | ------- | ------- |
| Всего               | 70570 | 35001   | 35569   |
| Городское население | 26553 | 12706   | 13847   |
| Сельское население  | 44017 | 22295   | 21722   |